# 0898 Beautiful South
0898 Beautiful South è il terzo album in studio del gruppo musicale britannico The Beautiful South, pubblicato nel 1992.

## Tracce
Tutte le tracce sono scritte e composte da Paul Heaton e Dave Rotheray.
1. Old Red Eyes Is Back – 3:35
2. We Are Each Other – 3:39
3. The Rocking Chair – 4:43
4. We'll Deal With You Later – 4:07
5. The Domino Man – 2:40
6. 36D – 5:16
7. Here It Is Again – 3:27
8. Something That You Said – 4:20
9. I'm Your No. 1 Fan – 4:28
10. Bell Bottomed Tear – 4:35
11. You Play Glockenspiel, I'll Play Drums – 5:06
12. When I'm 84 – 4:32

## Formazione
- Paul Heaton - voce
- Dave Hemingway - voce
- Dave Rotheray - chitarra
- Briana Corrigan - voce
- Sean Welch - basso
- Dave Stead - batteria